# Kahit Maputi Na Ang Buhok Ko
Kahit Maputi Na Ang Buhok Ko és una pel·lícula filipina dirigida per Joven Tan, que s'estrenarà el 8 d'abril de l'any 2023. Produïda per Saranggola Media Productions, Inc., Kahit Maputi Na Ang Buhok Ko és una de les vuit pel·lícules oficials que va competir en l'edició inaugural del 49è Festival de cinema d'estiu de Metro Manila (2023).

## Argument
La pel·lícula "Kahit Maputi Na Ang Buhok ko" és un musical que s'inspira en la música de Rey Valera. L'argument de la pel·lícula encara no ha estat revelat, però es pot esperar que la història estigui estretament vinculada a les lletres i melodies de les cançons de Rey Valera. La pel·lícula promet ser una experiència emotiva i atractiva per als amants de la música i els fans de Rey Valera.

## Al voltant de la pel·lícula

### Anecdotari
- La pel·lícula comparteix títol amb una cançó de 2009, considerada una obra mestra, i que el cantant Rey Varela va fer molt popular a les Filipines. La cançó pertany a l'àlbum 18 Greatest Hits: Rey Valera, produït per la Vicor Music Corporation. La seva melodia alegre i contagiosa fusiona música tradicional filipina amb música popular occidental, i la lletra parla d'un amor incondicional i etern. La cançó ha guanyat nombrosos premis i reconeixements des del seu llançament.[5]

## Repartiment principal
El repartiment principal està integrat per,
- RK Bagatsing
- Meg Imperial
- Aljur Abrenica
- Rico Barrera